# Mickey rencontre le professeur Neutron
Mickey rencontre le professeur Neutron (titre original italien : Topolino e l'ultraghiaccio) est une histoire de bande dessinée par Romano Scarpa (encrage par Giorgio Cavazzano) mettant en scène le personnage de Mickey Mouse, initialement publiée dans le magazine italien Topolino en deux parties, dans les numéros 596 et 597, respectivement le 30 avril et le 7 mai 1967.
En France, elle a été publiée dans Mickey Parade (ancienne série, numéro 1011 du 22 juillet 1973 intitulé Mickey Youpi !) dont le dessin de couverture était inspiré de l'histoire.  Elle a notamment été republiée dans le Mickey Parade (nouvelle série) n° 225 du 19 août 1998, dont le titre de couverture est Mickey prisonnier de Pingouinland.

## Histoire
Mickey reçoit chez lui un scientifique farfelu, le professeur Neutron (nom original : Dottore Neutron) qui a découvert une glace aux propriétés incroyables : elle contient une quantité incroyable d'énergie dont un seul petit morceau peut fournir en électricité une maison pendant des mois et augmenter les capacités intellectuelles si l'on regarde à travers! Le professeur Neutron a décidé de se cacher chez Mickey après qu'il a trop vite fait part de sa découverte, qu'il a baptisée « ultraglace ».
Un manchot arrive chez Mickey : se nommant Prosper Spicasse (nom original : Pinky Pack), il est venu pour travailler comme homme de ménage. Plus tard, Prosper les menace avec une arme : il est envoyé par le royaume de Pingouinland, dont il est capitaine de la garde royale, pour amener Neutron. Ce dernier a en effet découvert l'ultraglace qui est le patrimoine secret de son peuple. Mickey est forcé de venir avec eux, croisant Minnie sur leur chemin. Ils embarquent dans un sous-marin en forme de baleine.
Arrivés à Pingouinland, qui se trouve au Pôle Nord, Mickey et Neutron sont forcés de rester dans ce peuple de manchots anthropomorphes :  le roi de Pingouinland menace en effet de geler le pays de Mickey avec ses armes. Le roi, qui n'apparaît que sous la forme d'un hologramme, est fréquemment la cible de tentatives d'assassinat. Sa fille, la princesse Pingouine, est fiancée avec un prince manchot maladroit et léthargique qui lui déplaît fortement. Ce prince, dont la maladresse est simulée, projette de supprimer le roi pour devenir maître de Pingouinland.
Le professeur Neutron se sent très à l'aise à Pingouinland, où il peut faire de nouvelles recherches scientifiques avec les savants manchots. Mickey rencontre subitement le mystérieux « Prétendant Masqué », manchot amoureux de la princesse qui voit en Mickey un rival. Mickey le détrompe en lui montrant une photo de Minnie, et à sa surprise, le manchot masqué le croit en reconnaissant Minnie. Mickey se rend compte plus tard que le Prétendant Masqué est en fait Prosper Spicasse.
Le prince héritier décide de se débarrasser du roi pour de bon, à l'aide d'un perroquet mécanique muni d'une bombe. Mickey sauve le roi de justesse. La vraie nature du prince est révélée : il est emprisonné. En guise de remerciement, Mickey est fiancé à la princesse Pingouine, sans que ni l'un ni l'autre ne soit d'accord. Le jour du mariage, cependant, un tremblement de terre a lieu : tout le monde est forcé de quitter Pingouinland, l'ultraglace n'ayant soudainement plus de pouvoir. Il semble que le professeur Neutron soit responsable de la catastrophe, pour avoir déposé un mélange chimique dans un volcan.
Mickey et Neutron sont autorisés à rentrer chez eux, et le roi, Pingouine et Prosper (finalement autorisés à se fiancer) décident d'aller vivre dans la banquise avec leur peuple, côtoyant leurs frères manchots restés à l'état sauvage.

## Anecdotes
- Dans la traduction française, les manchots sont désignés par erreur comme « pingouins ». De plus, Prosper dit que son pays « n'est pas en Antarctique », Neutron rétorque que « le plus cancre des cancres sait qu'il n'y a des pingouins qu'en Antarctique » et Mickey ajoute : « Il n'y en a pas un seul au Pôle Nord ». Neutron et Mickey se trompent si l'on prend les pingouins ici au pied de la lettre, car le pingouin vit bien au Pôle Nord et ce sont les manchots qui vivent au Pôle Sud.